# Sielhafen Ritzebüttler Schleusenpriel
Der Sielhafen Ritzebüttler Schleusenpriel in der niedersächsischen Kreisstadt Cuxhaven im Landkreis Cuxhaven ist die südliche Fortsetzung des Hafenbeckens und stammt aus dem 19. und 20. Jahrhundert. Er dient heute als Vorfluter der Stadt und wird aktuell (2024) teilweise als Grünanlage genutzt.
Die Anlage steht unter Denkmalschutz (siehe auch Liste der Baudenkmale in Cuxhaven).

## Geschichte und Beschreibung
Am Ritzebütteler Schleusenpriel am Mündungsbereich der Altenwalder Wettern wurden ab 1100 die ersten Deiche errichtet, später ergänzt durch einen westlichen und einen östlichen Deich. Die älteste, dreitorige Schleuse wurde beim Schlosspark in der Nähe der Westerreihe vermutet.
1708 wurde die Schleuse östlich des Kaemmererplatzes erneuert. Sie bestand bis 1961.

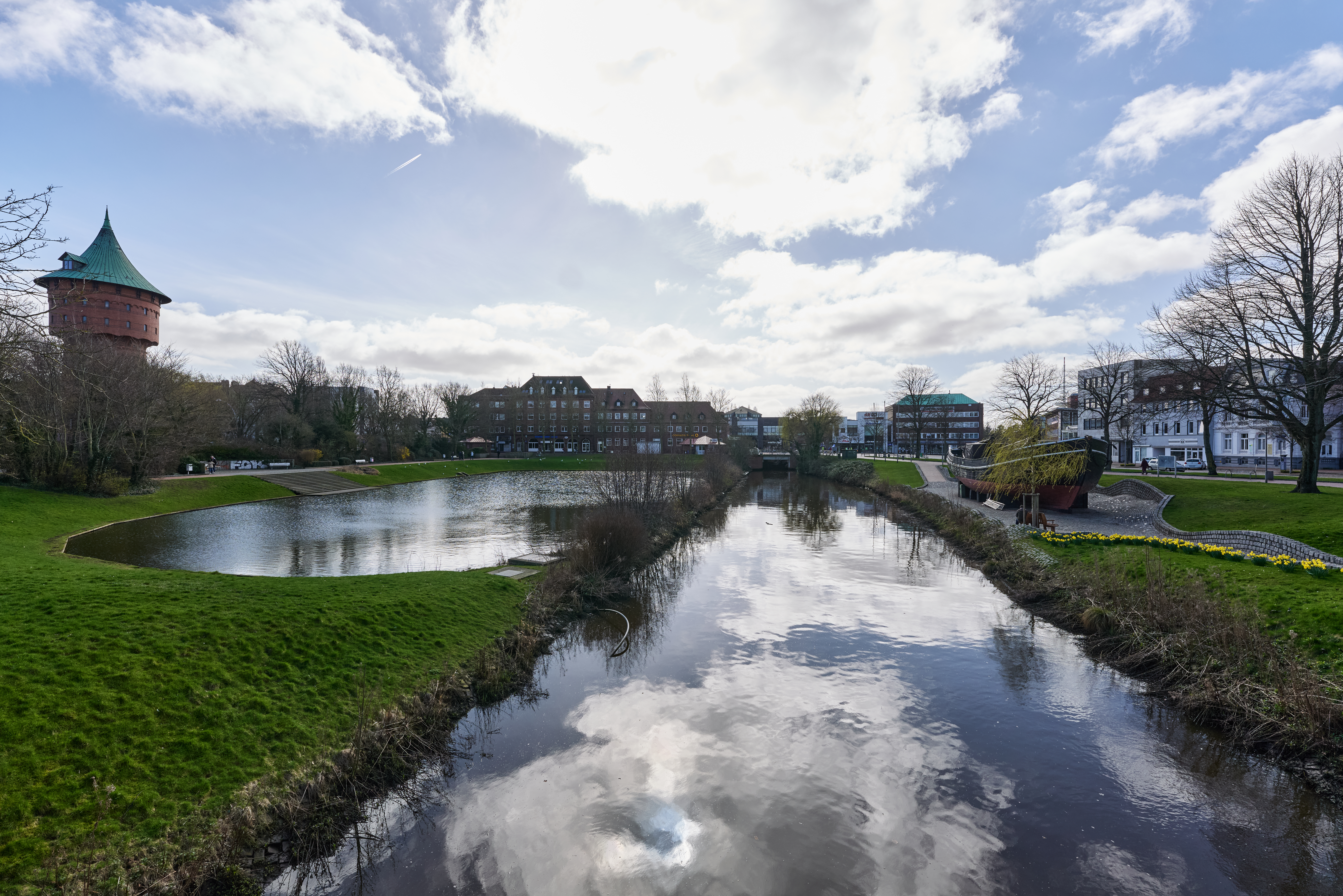
Schleusenpriel im Park, links: Wasserturm Cuxhaven

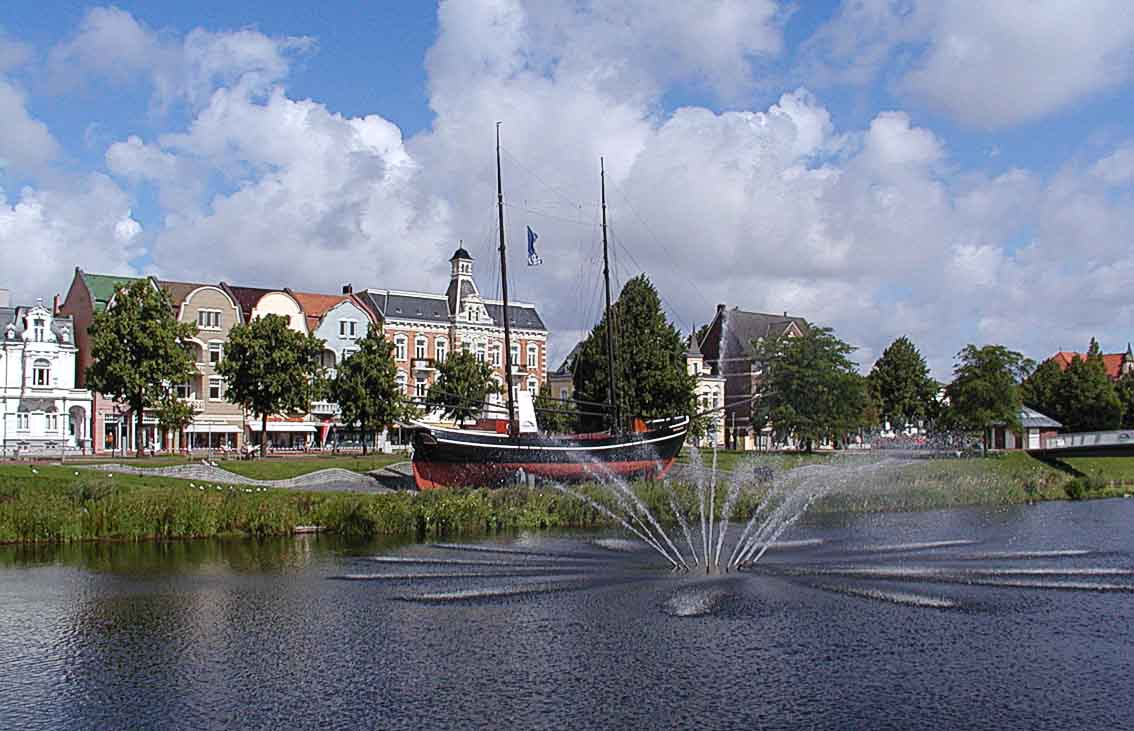
See in der Stadt mit Segelschiff Hermine, dahinter Häuser der Deichstraße

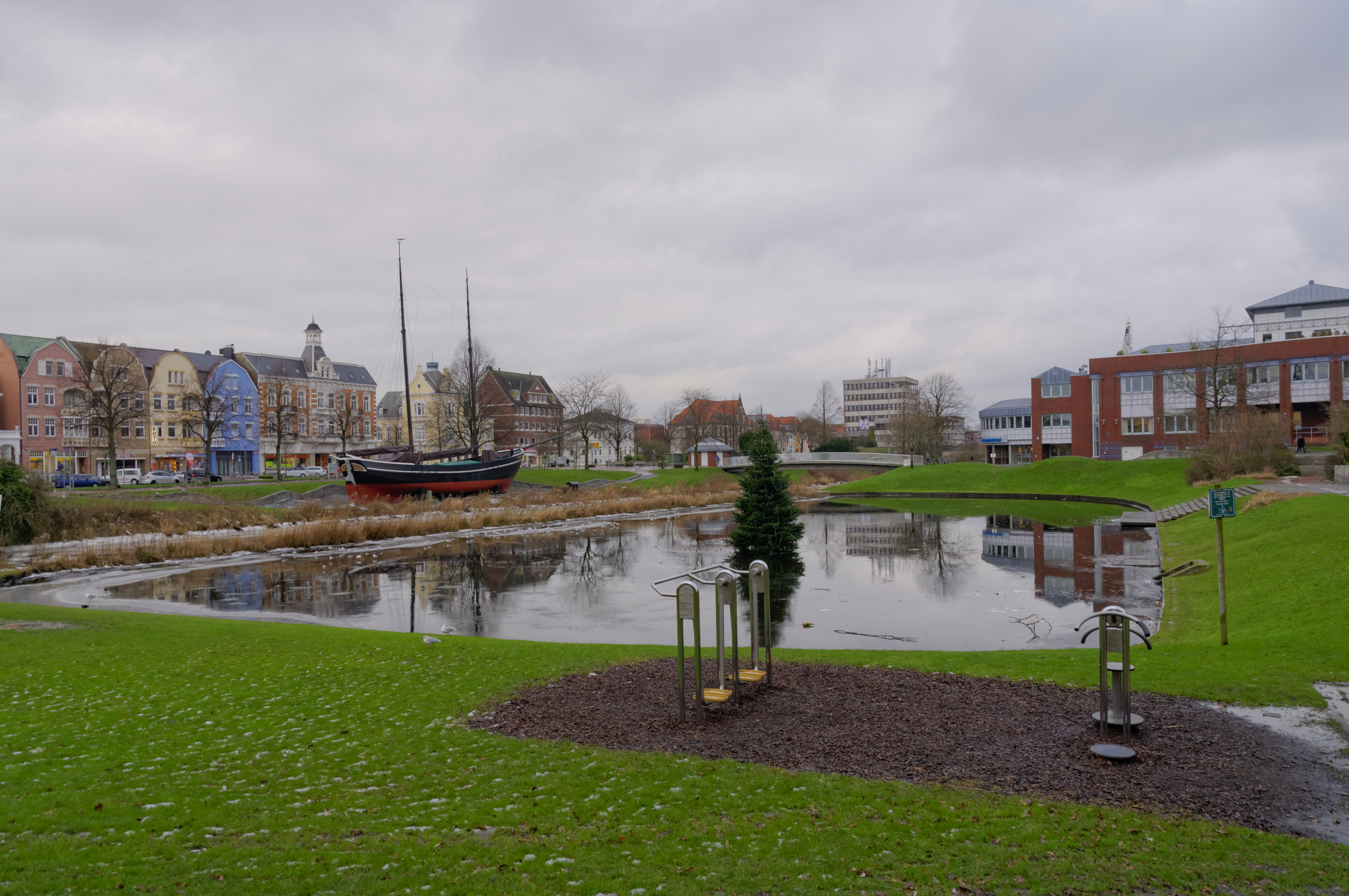
See, links Deichstraße, rechts Konrad-Adenauer-Allee

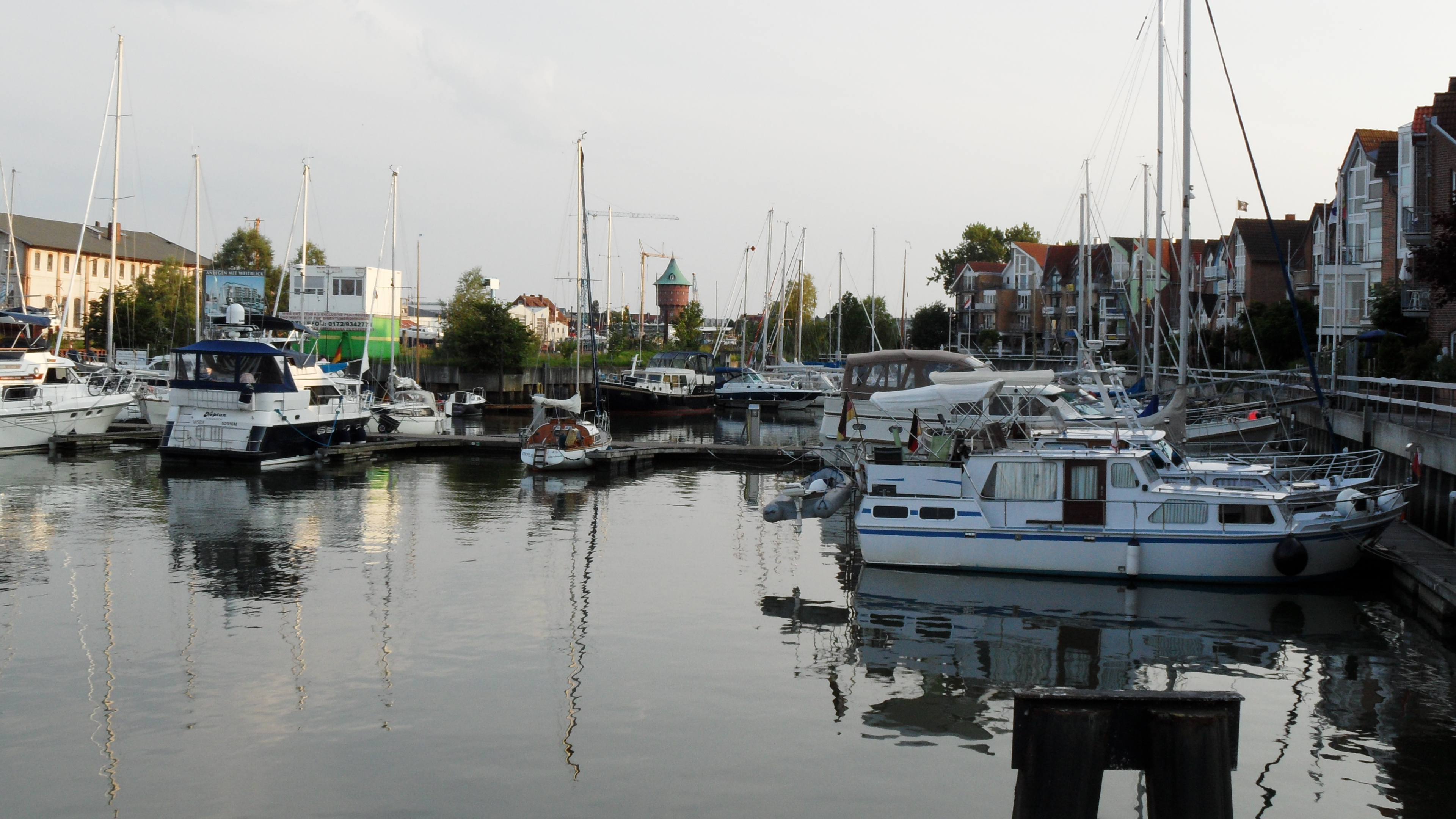
Ritzebütteler Schleusenpriel, Marina

Im 19. Jahrhundert war der Schleusenpriel, der einst bis zum alten Stadtkern reichte, ein natürlicher Wasserweg und als Hafen bis zur Ritzebüttler Schleuse schiffbar. Es befand sich von 1847 bis 1880 vor der Schleuse auf dem Löschplatz an befestigter Uferkante ein hölzerner Kran des Döser Steinmetzen Hahl zum Umschlag von Steinen und Baustoffen.
Mit dem Bau der sogenannten Kanonenbahn von 1891 entstand der neue sturmflutgesicherte Schleusendamm mit Schleuse zwischen heutiger Stadtbibliothek und Löwenapotheke.
1909 wurde der vorverlegte Lösch- und Ladeplatz verlängert und 1910 der Schleusenpriel verbreitert und zwei Schuppen der Mützelfeldtwerft abgerissen.
Durch eine weitere Querdämmung mit Schleuse verkürzte sich Anfang der 1980er Jahre der schiffbare Teil des Schleusenpriels. Später wurde ein weiterer Teil des westlichen Obdeiches sowie der zweite Schleusendamm abgetragen und durch eine Fußgängerbrücke ersetzt.
Die Parkanlage des oberen Schleusenprieles wurde bis zur Konrad-Adenauer-Allee ausgedehnt und 1979 eine Wasserfontaine in Betrieb genommen. Das sanierte Segelschiff Hermine von 1904 steht seit 1979 an Land als maritimes Denkmal am oberen Schleusenpriel. Die Ritzebüttler Schleuse wurde durch eine Brücke ersetzt.
Der Mehrzweckhafen diente Werften, Bäder- und Inselverkehr, Marina, Sportschiffern, sowie für das Wasser- und Schifffahrtsamt. Auf der gesamten Länge siedelte sich im 20. Jahrhundert die Hafenindustrie an, hauptsächlich Werften. 1802 begann auf einer Insel die Elferswerft; 1850 entstand ein Damm zur Werft. Es folgten Düvvels, Bufe, Mützelfeldt und 1814 die Werft des Zimmermanns Take Janzen bzw. Egger-Werft.
Zeitweise war hier aber auch ein Freibad, ab 1925 Volksbadeanstalt, sowie von 1889 bis 1920 ein Minendepot der Cuxhavener Marineverwaltung. In der Nähe zur Klappbrücke nimmt der Schleusenpriel an der Döser Schleuse das Wasser der Döser Wettern auf.
Nach der Sturmflut 1962 wurde die nun mit einem Pumpwerk versehene Schleuse wiederum nach Norden in den neu erbauten Querdeich mit der Anlage der Konrad-Adenauer-Allee verlegt.
Im Zuge der weiteren Hochwasserschutzmaßnahmen für den Hafenbereich entstand 2008 vor der Klappbrücke eine massive Hochwassersperre, sodass ab der Klappbrücke das gesamte zurückliegende Gebiet gesichert ist.
Der untere ausgebaute Schleusenpriel fließt ab der Klappbrücke an der Zollkaje/Fährstraße zum Alten Hafen an der Alten Liebe vorbei in die Elbe.